# Гойхлінген
Гойхлінген (нім. Heuchlingen) — громада в Німеччині, знаходиться в землі Баден-Вюртемберг. Підпорядковується адміністративному округу Штутгарт. Входить до складу району Східний Альб.
Площа — 9,04 км2. Населення становить 1884 ос. (станом на 31 грудня 2020).